# Mistrovství světa v krasobruslení 2011
Mistrovství světa v krasobruslení 2011 v Moskvě se konalo v aréně Megasport s kapacitou 14 126 diváků mezi 24. dubnem až 1. květnem 2011 ve čtyřech kategoriích muži, ženy, taneční páry a sportovní dvojice. Šampionát se uskutečnil tři měsíce po mistrovství Evropy. Českou republiku reprezentovali muži Michal Březina a Tomáš Verner, sportovní dvojice Klára Kadlecová – Petr Bidařa a taneční pár Lucie Myslivečková – Matěj Novák.
Původně se mělo mistrovství konat v japonském Naganu, později bylo dějiště přesunuto do Tokia s termínem 21. – 27. března 2011 v hale Yoyogi National Gymnasium pod patronací pořádající Japonské bruslařské federace. Po ničivém zemětřesení a tsunami v Tóhoku 11. března 2011 bylo nejdříve odloženo a později za nové místo konání vybráno ruské hlavní město Moskva.

## Volba nového dějiště
22. března 2011 Mezinárodní bruslařská unie (ISU) oznámila, že se o konání přeloženého šampionátu uchází šest míst:
- Vancouver, Kanada
- Lake Placid nebo Colorado Springs, Spojené státy americké
- Moskva, Rusko
- Záhřeb, Chorvatsko
- Turku, Finsko
- Štýrský Hradec, Rakousko

24. března 2011 ISU sdělila, že za nové dějiště zvolila Moskvu a Megasport arénu.

## Kvalifikace
Mistrovství se mohli zúčastnit závodníci z členských zemí Mezinárodní bruslařské federace, kteří dosáhli minimální věkové hranice 15 let k 1. červenci 2010.
Každá země mohla automaticky vyslat jednoho závodníka do každé kategorie. Na dva či tři závodníky v konkrétní kategorii získala nárok podle bodů, které vzešly z umístění na minulém mistrovství světa.
Následující země mohly nasadit dva či tři závodníky v příslušných kategoriích:
| Počet | Muži                                   | Ženy                                                                  | Sportovní dvojice                     | Taneční páry                                            |
| ----- | -------------------------------------- | --------------------------------------------------------------------- | ------------------------------------- | ------------------------------------------------------- |
| 3     | Kanada Japonsko Spojené státy americké | Japonsko                                                              | Čína Rusko                            | Kanada Spojené státy americké                           |
| 2     | Belgie Česko Francie Itálie Švédsko    | Kanada Finsko Itálie Rusko Jižní Korea Švédsko Spojené státy americké | Kanada Německo Spojené státy americké | Francie Maďarsko Izrael Itálie Rusko Spojené království |

## Program
Moskevský čas = UTC+4 
- Neděle, 24. dubna
  - oficiální trénink
- Pondělí, 25. dubna
  - 14:00 kvalifikace: Muži
- Úterý, 26. dubna
  - 12:00 kvalifikace: Taneční páry
  - 15:30 kvalifikace: Ženy
- Středa, 27. dubna
  - 13:00 krátký program: Muži
  - 18:30 krátký program: Sportovní dvojice
- Čtvrtek, 28. dubna
  - 13:30 volné jízdy: Muži
  - 18:30 volné jízdy: Sportovní dvojice
- Pátek, 29. dubna
  - 13:30 krátký program: Ženy
  - 18:30 krátké tance: Taneční páry
- Sobota, 30. dubna
  - 13:30 volné jízdy: Ženy
  - 18:30 volné tance: Taneční páry
- Neděle, 1. května
  - 14:00 exhibice

Legenda
- Kval. – kvalifikace
- KP – Krátký program
- VJ – Volné jízdy
- CH – Celkové hodnocení
- OD – Odstoupení
- PT – Krátký tanec
- VT – Volný tanec

Média
Mistrovství světa vysílá veřejnoprávní program ČT4. Komentuje Miroslav Langer.

## Přehled medailí

### Pořadí národů
| Pořadí | Země                   | Zlato | Stříbro | Bronz | Celkově |
| 1      | Kanada                 | 1     | 1       | 0     | 2       |
| 1      | Japonsko               | 1     | 1       | 0     | 2       |
| 3      | Spojené státy americké | 1     | 0       | 1     | 2       |
| 4      | Německo                | 1     | 0       | 0     | 1       |
| 5      | Rusko                  | 0     | 1       | 1     | 2       |
| 6      | Jižní Korea            | 0     | 1       | 0     | 1       |
| 7      | Čína                   | 0     | 0       | 1     | 1       |
| 7      | Itálie                 | 0     | 0       | 1     | 1       |

### Medailisté
| Soutěž            | Zlato                              | Stříbro                              | Bronz                              |
| Muži              | Patrick Chan                       | Takahiko Kozuka                      | Artur Gačinskij                    |
| Ženy              | Miki Andová                        | Kim Ju-na                            | Carolina Kostnerová                |
| Sportovní dvojice | Aljona Savčenková / Robin Szolkowy | Tatiana Volosožarová / Maxim Trankov | Pang Qing / Tong Jian              |
| Taneční páry      | Meryl Davisová / Charlie White     | Tessa Virtueová / Scott Moir         | Maia Shibutaniová / Alex Shibutani |

## Výsledky

### Muži

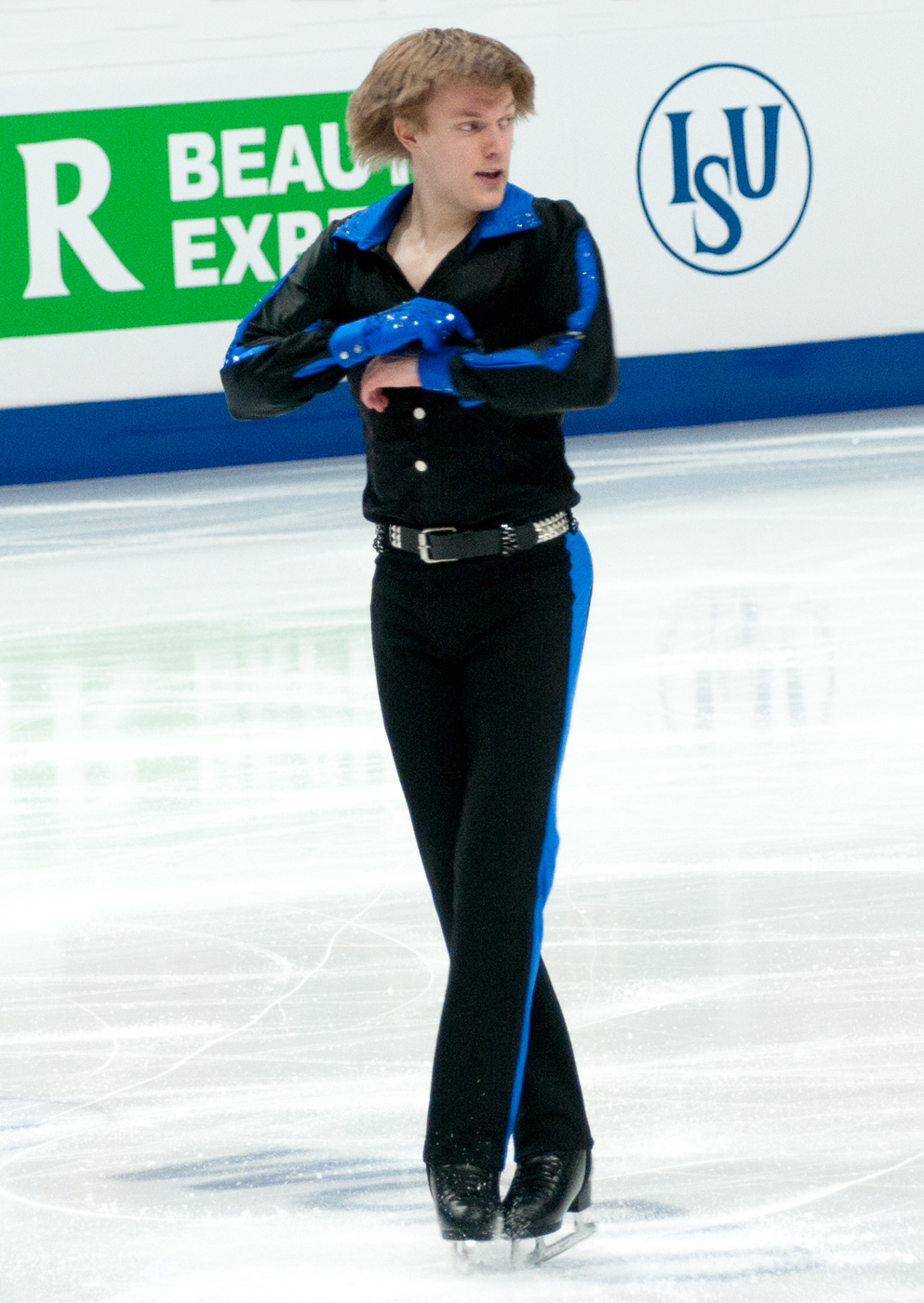
Tomáš Verner během volné jízdy

| Pořadí                            | Jméno                | Stát               | CH     | Kval.     | KP       | VJ        |
| --------------------------------- | -------------------- | ------------------ | ------ | --------- | -------- | --------- |
| 1                                 | Patrick Chan         | Kanada             | 280.98 |           | 1 93.02  | 1 187.96  |
| 2                                 | Takahiko Kozuka      | Japonsko           | 258.41 | 1 165.00  | 6 77.62  | 2 180.79  |
| 3                                 | Artur Gačinskij      | Rusko              | 241.86 |           | 4 78.34  | 3 163.52  |
| 4                                 | Michal Březina       | Česko              | 233.61 | 3 130.87  | 7 77.50  | 5 156.11  |
| 5                                 | Daisuke Takahaši     | Japonsko           | 232.97 |           | 3 80.25  | 6 152.72  |
| 6                                 | Nobunari Oda         | Japonsko           | 232.50 |           | 2 81.81  | 9 150.69  |
| 7                                 | Florent Amodio       | Francie            | 229.68 |           | 5 77.64  | 7 152.04  |
| 8                                 | Brian Joubert        | Francie            | 227.67 |           | 9 71.29  | 4 156.38  |
| 9                                 | Richard Dornbush     | USA                | 222.42 |           | 11 70.54 | 8 151.88  |
| 10                                | Javier Fernández     | Španělsko          | 218.26 |           | 14 69.16 | 10 149.10 |
| 11                                | Ross Miner           | USA                | 217.93 |           | 13 70.40 | 11 147.53 |
| 12                                | Tomáš Verner         | Česko              | 216.87 |           | 8 75.94  | 13 140.93 |
| 13                                | Ryan Bradley         | USA                | 212.71 |           | 12 70.45 | 12 142.26 |
| 14                                | Denis Ten            | Kazachstán         | 209.99 |           | 10 71.00 | 14 138.99 |
| 15                                | Peter Liebers        | Německo            | 205.59 | 4 129.89  | 16 67.73 | 15 137.86 |
| 16                                | Anton Kovalevskij    | Ukrajina           | 201.64 |           | 17 65.16 | 16 136.48 |
| 17                                | Kevin van der Perren | Belgie             | 197.10 |           | 15 68.34 | 18 128.76 |
| 18                                | Samuel Contesti      | Itálie             | 196.40 |           | 18 64.59 | 17 131.81 |
| 19                                | Jorik Hendrickx      | Belgie             | 188.24 | 10 109.59 | 22 60.74 | 19 127.50 |
| 20                                | Kevin Reynolds       | Kanada             | 187.23 |           | 19 64.36 | 21 122.87 |
| 21                                | Paolo Bacchini       | Itálie             | 183.13 | 6 122.29  | 23 58.96 | 20 124.17 |
| 22                                | Song Nan             | Čína               | 176.09 |           | 20 63.78 | 23 112.31 |
| 23                                | Kim Lucine           | Monako             | 171.93 | 8 117.78  | 24 58.81 | 22 113.12 |
| 24                                | Joey Russell         | Kanada             | 168.73 | 7 118.37  | 21 61.69 | 24 107.04 |
| Nepostoupili do volných jízd      |                      |                    |        |           |          |           |
| 25                                | Adrian Schultheiss   | Švédsko            | 58.41  |           | 25       |           |
| 26                                | Viktor Pfeifer       | Rakousko           | 56.68  | 5 123.22  | 26       |           |
| 27                                | Kim Min-Seok         | Jižní Korea        | 56.19  | 12 98.67  | 27       |           |
| 28                                | Alexander Majorov    | Švédsko            | 54.24  | 2 136.64  | 28       |           |
| 29                                | Maxim Šipov          | Izrael             | 50.10  | 9 116.42  | 29       |           |
| 30                                | Miša Ge              | Uzbekistán         | 49.61  | 11 109.39 | 30       |           |
| Nepostoupili do krátkého programu |                      |                    |        |           |          |           |
| 31                                | Mark Webster         | Austrálie          |        | 13 95.84  |          |           |
| 32                                | Justus Strid         | Dánsko             |        | 14 95.16  |          |           |
| 33                                | David Richardson     | Spojené království |        | 15 93.20  |          |           |
| 34                                | Tigran Vardanjan     | Maďarsko           |        | 16 91.16  |          |           |
| 35                                | Mikael Redin         | Švýcarsko          |        | 17 90.79  |          |           |
| 36                                | Kutay Eryoldas       | Turecko            |        | 18 86.60  |          |           |
| 37                                | Stephen Li-Chung Kuo | Tchaj-wan          |        | 19 85.71  |          |           |
| 38                                | Bela Papp            | Finsko             |        | 20 83.47  |          |           |
| 39                                | Harry Hau Yin Lee    | Hongkong           |        | 39 82.39  |          |           |
| 40                                | Vitalij Lučanok      | Bělorusko          |        | 40 81.51  |          |           |
| 41                                | Sarkis Hajrapetjan   | Arménie            |        | 41 77.25  |          |           |
| 42                                | Georgi Kenchadze     | Bulharsko          |        | 42 73.72  |          |           |

### Ženy
Olympijská vítězka z roku 2010 Kim Ju-na vyhrála krátký program, Miki Andová se v něm umístila na druhém místě. Andová poté vyhrála volné jízdy a podruhé se stala mistryní světa, premiérový titul získala v roce 2007. Kim Ju-na skončila celkově o méně než bod na druhém místě, což pro ni představuje zisk páté medaile z této události. Bronz si odvezla Carolina Kostnerová. Obhájkyně titulu Mao Asadaová dojela na šesté příčce.
| Pořadí                            | Jméno                   | Stát               | CH     | Kval.    | KP       | VJ        |
| --------------------------------- | ----------------------- | ------------------ | ------ | -------- | -------- | --------- |
| 1                                 | Miki Andová             | Japonsko           | 195.79 |          | 2 65.58  | 1 130.21  |
| 2                                 | Kim Ju-na               | Jižní Korea        | 194.50 |          | 1 65.91  | 2 128.59  |
| 3                                 | Carolina Kostnerová     | Itálie             | 184.68 |          | 6 59.75  | 3 124.93  |
| 4                                 | Alena Leonovová         | Rusko              | 183.92 |          | 5 59.75  | 4 124.17  |
| 5                                 | Alissa Czisnyová        | USA                | 182.25 |          | 4 61.47  | 5 120.78  |
| 6                                 | Mao Asadaová            | Japonsko           | 172.79 |          | 7 58.66  | 6 114.13  |
| 7                                 | Xenia Makarovová        | Rusko              | 167.22 |          | 3 61.62  | 9 105.60  |
| 8                                 | Kanako Murakamiová      | Japonsko           | 167.10 |          | 10 54.86 | 7 112.24  |
| 9                                 | Kiira Korpiová          | Finsko             | 164.80 |          | 9 55.09  | 8 109.71  |
| 10                                | Jelena Gedevanišviliová | Gruzie             | 156.24 |          | 15 51.61 | 10 104.63 |
| 11                                | Sarah Heckenová         | Německo            | 155.83 |          | 12 52.73 | 11 103.10 |
| 12                                | Rachael Flattová        | USA                | 154.61 |          | 8 57.22  | 14 97.39  |
| 13                                | Cynthia Phaneufová      | Kanada             | 152.78 |          | 13 52.62 | 12 100.16 |
| 14                                | Maé Bérénice Méitéová   | Francie            | 150.44 | 1 98.88  | 11 53.26 | 15 97.18  |
| 15                                | Joshi Helgessonová      | Švédsko            | 149.08 | 2 91.70  | 16 50.25 | 13 98.83  |
| 16                                | Amélie Lacostová        | Kanada             | 144.76 | 5 87.04  | 14 51.98 | 18 92.78  |
| 17                                | Viktoria Helgessonová   | Švédsko            | 142.52 |          | 24 45.40 | 16 97.12  |
| 18                                | Bingwa Geng             | Čína               | 140.78 |          | 19 47.89 | 17 92.89  |
| 19                                | Ira Vannutová           | Belgie             | 138.28 | 4 90.29  | 17 49.34 | 20 89.05  |
| 20                                | Juulia Turkkilaová      | Finsko             | 136.68 | 6 86.49  | 22 45.70 | 19 90.98  |
| 21                                | Cheltzie Leeová         | Austrálie          | 133.65 |          | 18 48.20 | 21 85.45  |
| 22                                | Jelena Glebovová        | Estonsko           | 124.78 | 9 76.13  | 20 46.28 | 22 78.50  |
| 23                                | Irina Movčanová         | Ukrajina           | 123.15 | 10 75.96 | 23 45.68 | 23 75.77  |
| 24                                | Jenna McCorkellová      | Spojené království | 121.76 |          | 21 45.99 | 24 75.77  |
| Nepostoupily do volných jízd      |                         |                    |        |          |          |           |
| 25                                | Karina Johnsonová       | Dánsko             |        | 7 78.52  |          |           |
| 26                                | Daša Grmová             | Slovinsko          |        | 8 77.42  |          |           |
| 27                                | Jelena Glebovová        | Estonsko           |        | 9 76.13  |          |           |
| 28                                | Irina Movčanová         | Ukrajina           |        | 10 75.96 |          |           |
| 29                                | Belinda Schönbergerová  | Rakousko           |        | 11 75.85 |          |           |
| 30                                | Bettina Heimová         | Švýcarsko          |        | 12 72.74 |          |           |
| Nepostoupily do krátkého programu |                         |                    |        |          |          |           |
| 31                                | Roberta Rodeghierová    | Itálie             |        | 13 71.83 |          |           |
| 32                                | Sabina Mariutová        | Rumunsko           |        | 14 68.63 |          |           |
| 33                                | Kwak Min-Jeong          | Jižní Korea        |        | 15 67.75 |          |           |
| 34                                | Birce Atabey            | Turecko            |        | 16 67.11 |          |           |
| 35                                | Mericien Venzonová      | Filipíny           |        | 17 66.94 |          |           |
| 36                                | Lejeanne Maraisová      | Jižní Afrika       |        | 18 65.99 |          |           |
| 37                                | Hristina Vassiljevová   | Bulharsko          |        | 19 65.26 |          |           |
| 38                                | Melinda Wang            | Tchaj-wan          |        | 20 63.32 |          |           |
| 39                                | Clara Petersová         | Irsko              |        | 21 60.94 |          |           |
| 40                                | Taryn Jurgensenová      | Thajsko            |        | 22 57.75 |          |           |
| 41                                | Mary Ro Reyesová        | Mexiko             |        | 23 54.99 |          |           |
| 42                                | Georgia Glastrisová     | Řecko              |        | 24 52.38 |          |           |
| 43                                | Marina Seehová          | Srbsko             |        | 25 52.20 |          |           |
| 44                                | Tiffany Packard Yu      | Hongkong           |        | 26 51.72 |          |           |

### Sportovní dvojice
| Pořadí                       | Pár                                            | Stát               | CH     | KP       | VJ        |
| ---------------------------- | ---------------------------------------------- | ------------------ | ------ | -------- | --------- |
| 1                            | Aljona Savčenková / Robin Szolkowy             | Německo            | 217.85 | 2 72.98  | 1 144.87  |
| 2                            | Tatiana Volosožarová / Maxim Trankov           | Rusko              | 211.73 | 3 70.35  | 2 140.38  |
| 3                            | Pang Qing / Tong Jian                          | Čína               | 204.12 | 1 74.00  | 3 130.12  |
| 4                            | Juko Kavagutiová / Alexander Smirnov           | Rusko              | 187.36 | 5 62.54  | 4 124.82  |
| 5                            | Věra Bazarovová / Jurij Larionov               | Rusko              | 187.13 | 4 64.64  | 5 122.49  |
| 6                            | Caitlin Yankowskasová / John Coughlin          | USA                | 175.94 | 8 58.76  | 6 117.18  |
| 7                            | Meagan Duhamelová / Eric Radford               | Kanada             | 173.03 | 7 58.83  | 7 114.20  |
| 8                            | Kirsten Mooreová-Towersová / Dylan Moscovitch  | Kanada             | 163.17 | 10 56.86 | 8 106.31  |
| 9                            | Narumi Takahašiová / Mervin Tran               | Japonsko           | 160.10 | 6 59.16  | 10 100.94 |
| 10                           | Stefania Bertonová / Ondřej Hotárek            | Itálie             | 157.15 | 9 57.63  | 11 99.52  |
| 11                           | Amanda Evorová / Mark Ladwig                   | USA                | 155.91 | 11 54.64 | 9 101.27  |
| 12                           | Maylin Hauschová / Daniel Wende                | Německo            | 149.65 | 12 53.90 | 12 95.75  |
| 13                           | Zhang Yue / Wang Lei                           | Čína               | 147.38 | 13 52.25 | 13 95.13  |
| 14                           | Dong Huibo / Wu Yiming                         | Čína               | 137.75 | 14 49.29 | 14 88.46  |
| 15                           | Klára Kadlecová / Petr Bidař                   | Česko              | 132.51 | 15 45.20 | 15 87.31  |
| 16                           | Natalija Zabijaková / Sergej Kulbach           | Estonsko           | 126.56 | 16 44.35 | 16 82.21  |
| Nepostoupili do volných jízd |                                                |                    |        |          |           |
| 17                           | Stacey Kempová / David King                    | Spojené království | 44.14  | 17       |           |
| 18                           | Adeline Canacová / Yannick Bonheur             | Francie            | 43.92  | 18       |           |
| 19                           | Ljubov Bakirovová / Michalaj Kamjančuk         | Bělorusko          | 38.20  | 19       |           |
| 20                           | Danielle Montalbanová / Jevgenij Krasnopolskij | Izrael             | 37.43  | 20       |           |
| 21                           | Stina Martiniová / Severin Kiefer              | Rakousko           | 35.34  | 21       |           |
| 22                           | Alexandra Malachovová / Leri Kenchadze         | Bulharsko          | 30.10  | 22       |           |

### Taneční páry
| Pořadí                         | Pár                                              | Stát               | CH     | Kval.    | KT       | VT       |
| ------------------------------ | ------------------------------------------------ | ------------------ | ------ | -------- | -------- | -------- |
| 1                              | Meryl Davisová / Charlie White                   | USA                | 185.27 |          | 2 73.76  | 1 111.51 |
| 2                              | Tessa Virtueová / Scott Moir                     | Kanada             | 181.79 |          | 1 74.29  | 2 107.50 |
| 3                              | Maia Shibutani / Alex Shibutani                  | USA                | 163.79 |          | 4 66.88  | 3 96.91  |
| 4                              | Nathalie Péchalatová / Fabian Bourzat            | Francie            | 163.54 |          | 3 70.97  | 6 92.57  |
| 5                              | Kaitlyn Weaverová / Andrew Poje                  | Kanada             | 160.32 | 1 87.22  | 7 65.07  | 4 95.25  |
| 6                              | Jekatěrina Bobrovová / Dmitrij Solovjov          | Rusko              | 160.23 |          | 5 65.88  | 5 94.35  |
| 7                              | Jelena Ilinychová / Nikita Kacalapov             | Rusko              | 154.50 |          | 6 65.51  | 10 88.99 |
| 8                              | Anna Cappelliniová / Luca Lanotte                | Itálie             | 153.77 |          | 8 64.12  | 9 89.65  |
| 9                              | Madison Chocková / Greg Zuerlein                 | USA                | 151.86 |          | 9 61.47  | 7 90.39  |
| 10                             | Vanessa Croneová / Paul Poirier                  | Kanada             | 151.13 |          | 10 61.01 | 8 90.12  |
| 11                             | Nelli Zhiganshinová / Alexander Gazsi            | Německo            | 140.95 | 2 83.67  | 12 55.53 | 11 85.42 |
| 12                             | Pernelle Carronová / Lloyd Jones                 | Francie            | 140.86 |          | 11 57.68 | 12 83.18 |
| 13                             | Cathy Reedová / Chris Reed                       | Japonsko           | 133.33 |          | 13 54.86 | 13 78.47 |
| 14                             | Isabella Tobiasová / Deividas Stagniūnas         | Litva              | 131.01 | 3 77.63  | 14 53.16 | 14 77.85 |
| 15                             | Siobhan Heekinová-Canedyová / Alexander Shakalov | Ukrajina           | 128.70 | 5 75.00  | 15 52.31 | 15 76.39 |
| 16                             | Penny Coomesová / Nicholas Buckland              | Spojené království | 126.29 |          | 17 51.75 | 16 74.54 |
| 17                             | Huang Xintong / Zheng Xun                        | Čína               | 123.01 | 4 75.45  | 16 52.17 | 17 70.84 |
| 18                             | Allison Reedová / Otar Japaridze                 | Gruzie             | 120.11 | 6 70.90  | 19 49.44 | 18 70.67 |
| 19                             | Charlene Guignardová / Marco Fabbri              | Itálie             | 120.02 |          | 18 49.80 | 19 70.22 |
| 20                             | Louise Waldenová / Owen Edwards                  | Spojené království | 116.52 | 9 68.58  | 20 46.73 | 20 69.79 |
| Nepostoupili do volného tance  |                                                  |                    |        |          |          |          |
| 21                             | Allison Reedová / Otar Japaridze                 | Gruzie             |        | 6 70.90  |          |          |
| 22                             | Sara Hurtadová / Adrià Díaz                      | Španělsko          |        | 7 70.26  |          |          |
| 23                             | Lucie Myslivečková / Matěj Novák                 | Česko              |        | 8 68.96  |          |          |
| 24                             | Louise Waldenová / Owen Edwards                  | USA                |        | 9 68.58  |          |          |
| 25                             | Ramona Elsenerová / Florian Roost                | Švýcarsko          |        | 10 67.94 |          |          |
| Nepostoupili do krátkého tance |                                                  |                    |        |          |          |          |
| 26                             | Kira Geilová / Tobias Eisenbauer                 | Rakousko           |        | 11 64.55 |          |          |
| 27                             | Danielle O'Brienová / Gregory Merriman           | Austrálie          |        | 12 63.57 |          |          |
| 28                             | Zsuzsanna Nagyová / Mate Fejes                   | Maďarsko           |        | 13 58.70 |          |          |
| 29                             | Katelyn Goodová / Nikolaj Sorensen               | Dánsko             |        | 14 57.04 |          |          |
| 30                             | Corenne Bruhnsová / Benjamin Westenberger        | Mexiko             |        | 15 55.51 |          |          |
| 31                             | Kristina Tremasovová / Dimitar Lichev            | Bulharsko          |        | 16 55.37 |          |          |
| 32                             | Lesia Valadzenkavová / Vitali Vakunov            | Bělorusko          |        | 17 54.43 |          |          |